# Глен и Рэнда (фильм)
«Глен и Рэнда» (англ. Glen and Randa) — американский пост-апокалиптический фильм 1971 года, режиссёра Джим Макбрайда. 

## Сюжет
Действие фильма происходит в гипотетическом будущем после ядерной войны. Молодые люди Глен и Рэнда — одни из немногих, оставшихся в живых. Рэнда беременна. У Глена есть картинка, изображающая сияющий огнями город, и они отправляются на поиски этого города и других людей…

## В ролях
- Стив Керри
- Шелли Плимптон
- Вуди Чамблисс
- Рой Фокс
- Ричард Фрэзиер
- Марта Фьюри
- Мэри Генри

## Съёмочная группа
- Режиссёр: Джим МакБрайд
- Оператор: Алан Рэймонд